# Saint-Epvre
Saint-Epvre è un comune francese di 163 abitanti situato nel dipartimento della Mosella nella regione del Grand Est.

## Società

### Evoluzione demografica
Abitanti censiti